# Фицгиббон, Джералд
Джералд Фицгиббон (англ. Gerald Fitzgibbon; 1793—1882) — ирландский юрист и публицист.
Окончил дублинский Тринити Колледж, с 1832 года практиковал как адвокат, добившись значительных успехов. С 1860 года занимал высокую должность распорядителя суда лорда-канцлера (англ. master in chancery). В старости опубликовал ряд публицистических книг, начиная с разностороннего обзора «Ирландия в 1868 году» (англ. Ireland in 1868; Дублин, 1868), в котором затрагивались проблемы воспитания, религии, собственности и т. д. За ним последовали «Земельный вопрос в Ирландии и попытка его разрешить» (англ. The Land difficulty of Ireland, with an effort to solve it; 1869), «Католические священники и национальные школы» (англ. Roman Catholic priests and national schools; 1871) и другие труды.
Сын Фицгиббона, также Джералд (1837—1909), был членом Высшего апелляционного суда Ирландии и председателем попечительского совета Тринити Колледжа, внук, тоже Джералд (ум. 1942), был в 1921 г. одним из четырёх депутатов палаты общин парламента Южной Ирландии, выступавших против её отделения от Великобритании.